# Piotr z Amiens
Piotr z Amiens, Piotr Pustelnik, Piotr Eremita (ur. 1050 w Amiens, zm. 8 lipca 1115) − francuski zakonnik i wędrowny kaznodzieja, organizator i przywódca I wyprawy ludowej. Przed organizacją wyprawy ludowej był pustelnikiem w lesistym regionie Berry w środkowej Francji. Drobnej budowy ciała, z długą, bujną brodą porywał swoimi mowami i uchodził za świętego ze względu na swoją sprawiedliwość i bezinteresowność. Po wezwaniu papieża Urbana II do krucjaty kazania Piotra przyciągały tłumy chłopów ciężko doświadczonych siedmioletnim głodem i ciągłymi walkami pomiędzy możnowładcami.
Jego wspomnienie liturgiczne w Kościele katolickim obchodzone jest 8 lipca.
Wyprawa ludowa miała miejsce w roku 1096 i poprzedzała I wyprawę krzyżową. Z biografii Piotra Pustelnika pochodzi informacja mówiąca o dezercji z obozu podczas oblegania Antiochii. Pochwycony przez pościg, przeprowadzony przez Tankreda, przyznał się do błędu, lecz w związku z nienaganną opinią nie musiał błagać o przebaczenie. W czasie oblężenia zdobytej już Antiochii przez Turków został wysłany jako poseł do ich wodza Kurbughi. Zależnie od źródła, miał zażądać od niego wycofania się z ziem chrześcijan, zaproponować bitwę lub pojedynek wybranych rycerzy bądź też negocjować poddanie miasta. Niezależnie od prawdziwych celów poselstwo Piotra zakończyło się niepowodzeniem, lecz zostało propagandowo wykorzystane przez krzyżowców.

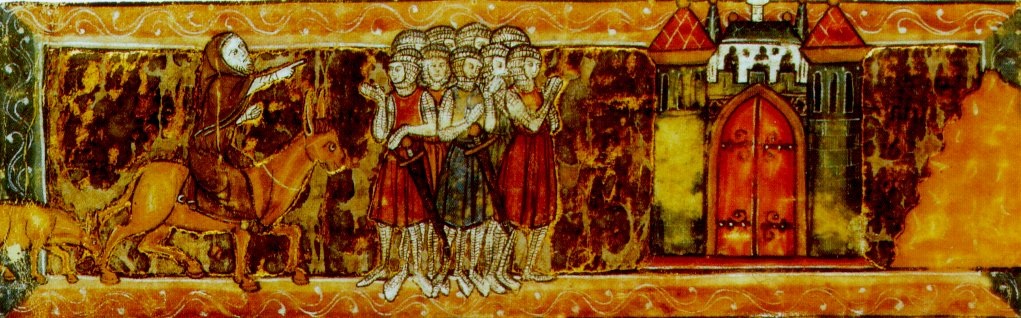
Piotr z Amiens pokazuje krzyżowcom drogę do Jerozolimy (francuska ilustracja z ok. 1270 roku)